# 마리아치 바르가스 데 테칼리틀란

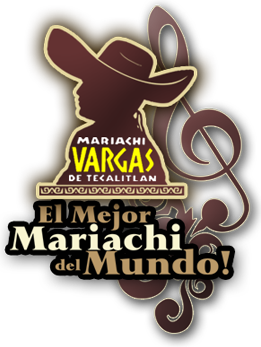

마리아치 바르가스 데 테칼리틀란(Mariachi Vargas de Tecalitlan)는 멕시코의 마리아치 악단이다. 1850년경에 하리스코 주 테칼리틀란에서 바르가스가 만들었던 향토음악의 연주단체를 바탕으로 그의 아들인 가스팔 바르가스가 1898년에 4인조 그룹을 결성하여 마리아치 바르가스라고 불렀다. 그 후 인원을 증가시켜 1932년에는 가스파르의 아들인 시르베느토레 바르가스가 리더의 지위를 계승함과 동시에 멤버를 보충하여 과달라하라, 멕시코시티 등의 대도시에 진출하였다. 이들은 마리아치의 왕자로 으뜸갔다. 바이올린 족, 트럼펫 족, 기타 족 등으로 이루어진 현대의 마리아치 형태를 정리하여 세계적으로 유명하게 되었으며, 아세베스 메히아를 비롯한 일류 가수들의 반주를 담당하는 등 마리아치 바르가스가 수행한 역할은 참으로 크다고 할 수 있다.